# Sophie von Weiler

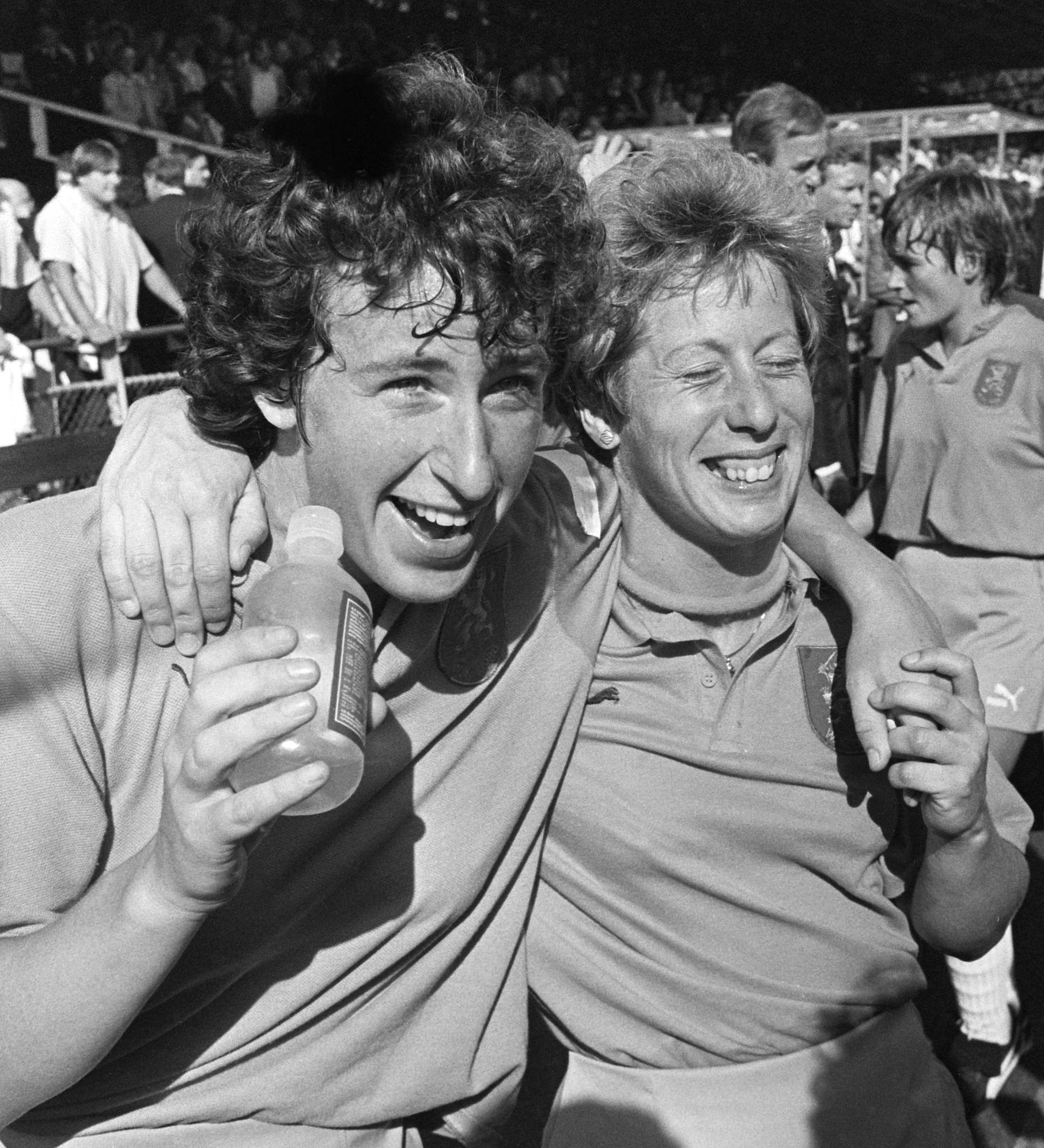
Marjolein Eijsvogel (links) und Sophie von Weiler (1986)

Pauline Sophie von Weiler, später Pauline Sophie Le Poole, (* 24. Dezember 1958 in ’s-Hertogenbosch) ist eine ehemalige niederländische Hockeyspielerin. Sie gewann mit der niederländischen Nationalmannschaft die olympische Goldmedaille 1984 und die Bronzemedaille 1988. Sie war dreimal Weltmeisterin und einmal Europameisterin.

## Sportliche Karriere
Sophie von Weiler gewann ihren ersten großen Titel bei der Weltmeisterschaft 1978 in Madrid. Im Finale bezwangen die Niederländerinnen die deutsche Mannschaft mit 1:0. Bei der Weltmeisterschaft 1981 unterlagen die Niederländerinnen im Finale von Buenos Aires der deutschen Mannschaft im Siebenmeterschießen. Zwei Jahre später gewannen die Niederländerinnen den Titel bei der Weltmeisterschaft 1983 in Kuala Lumpur mit einem 4:2-Sieg über Kanada. Im Mai 1984 fand in Lille die erste Europameisterschaft der Damen statt. Die Niederlande unterlagen in der Vorrunde der Mannschaft aus der Sowjetunion mit 2:3. Im Finale trafen die beiden Teams wieder aufeinander und diesmal gewannen die Niederländerinnen mit 2:0. Die Mannschaft aus der Sowjetunion war bei den Olympischen Spielen 1984 in Los Angeles wegen des Olympiaboykotts nicht am Start. Insgesamt nahmen sechs Mannschaften teil, darunter aus Europa nur die Europameisterinnen aus den Niederlanden und die Europameisterschaftsdritten aus Deutschland. Die Niederländerinnen gewannen vier Spiele und spielten gegen Kanada Unentschieden. Damit erhielten sie die Goldmedaille vor den Deutschen. Beim 6:2-Sieg der Niederländerinnen über die Deutschen hatte Sophie von Weiler die letzten beiden Tore erzielt.
1986 gewannen die Niederländerin den Titel bei der Weltmeisterschaft in Amstelveen mit einem 3:0-Finalsieg über die Deutschen. Im Jahr darauf unterlagen die Deutschen den Niederländerinnen bereits im Halbfinale der Europameisterschaft in London. Das Finale entschieden die Niederländerinnen im Siebenmeterschießen gegen die Engländerinnen für sich. Im Juni 1987 hatten die Niederländerinnen bereits bei der ersten Austragung der Champions Trophy gesiegt. Bei den Olympischen Spielen 1988 in Seoul unterlagen die Niederländerinnen im Halbfinale den Australierinnen mit 2:3. Im Spiel um Bronze bezwangen sie die britische Olympiaauswahl mit 3:1.
Sophie von Weiler vertrat die Niederlande in 154 Länderspielen, in denen sie 82 Treffer erzielte. Auf Vereinsebene spielte sie für den Hilversumsche Mixed Hockey Club.